# Шифті Шеллшок
Сет Брукс Бінзер (англ. Seth Brooks Binzer; 23 серпня 1974, Бостон — 24 червня 2024, Лос-Анджелес), знаний під своїм сценічним ім'ям Шифті Шеллшок — американський музикант, співзасновник і фронтмен реп-рок-гурту «Crazy Town», а також як сольний виконавець. Все своє життя боровся з наркотичною залежністю і навіть був учасником реаліті-шоу «Celebrity Rehab» і «Sober House».

## Музична кар'єра

### «Crazy Town»
1992 року познайомився з майбутнім фронтменом «Crazy Town» Бретом Мазуром; вони почали співпрацювати як «The Brimstone Sluggers». На початку 1999 року заснували гурт «Crazy Town». 2000 року підписали контракт на турне з Ozzfest. За два тижні вони покинули проєкт. Причиною став арешт Бінцера за те, що він п'яний кинув стілець у вікно.
Сингл гурту «Butterfly» став світовим хітом. Він досяг вершини Billboard Hot 100 і перебував на найвищих сходинках чартів інших країнах, зокрема Австрії, Данії та Норвегії. Успіх синглу забезпечив високі продажі їхнього дебютного альбому «The Gift of Game», які перевищили 1,5 мільйона.
Наступний альбом 2002 року «Darkhorse» був комерційно невдалим, і гурт розпався незабаром після його виходу.
У серпні 2007 року гурт «Crazy Town» оголосив про возз'єднання і вперше за п'ять років виступили наживо у серпні 2009 року. 2015 року вийшов їхній третій альбом «The Brimstone Sluggers».

### Сольна кар'єра й інша робота

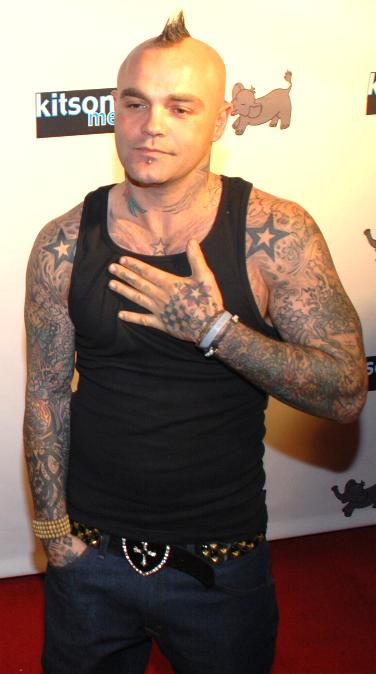
На червоній доріжці у 2007 році

Під час перерви у «Crazy Town» співпрацював з британським продюсером і музикантом Полом Окенфолдом, зокрема у синглі «Starry Eyed Surprise», який з'явився у першому сольному студійному альбомі Окенфольда «Bunkka». В інтерв'ю американському журналу «Rolling Stone» Бінзер заявив, що цей трек створений після того, як вони зустрілася на виступі «Crazy Town».
Пісня посіла 41 місце в Billboard Hot 100 і шосте місце в UK Singles Chart. 2004 року Бінзер випустив свій перший сольний альбом «Happy Love Sick». Також вийшли два сингли з альбому: «Slide Along Side», який посів 29 місце в UK Singles Chart з помірним успіхом в чартах Італії, Франції, Німеччини, Швеції та Швейцарії. Його наступний сингл «Turning Me On» не потрапив у чарти.
У 2010 році очолив гурт «Shifty and The Big Shots». У липні 2010 року випустили перший сингл «Save Me».

## Особисте життя
Був євреєм. В інтерв'ю 2001 року для «Rolling Stone» зізнався, що провів три місяці в Каліфорнійській в'язниці після спроби крадіжки зі зломом, а також що продавав і вживав рекреаційні психоактивні речовини кілька років і боровся з наркотичною залежністю.
З 2002 року був одружений з Меліссою Кларк. У них є син Гало. 2011 року Кларк подала на розлучення, пославшись на непримиренні розбіжності. Бінзер мав стосунки з Трейсі у 2008 році. У них є син Гейдж.
2010 року почав стосунки з Жасмін Леннард. 27 березня 2011 року надійшло повідомлення про домашній конфлікт між парою. Бінцера заарештували за невиконання ордерів, але звільнили того ж дня. У відеоінтерв'ю з TMZ.com він заявив, що то була скарга на шум, а невиконання ордеру стосувалося нападу на охоронця, який застосував непотрібну силу. 2012 року пара оголосила про заручини. У лютому 2012 року Бінцера заарештували за побиття та зберігання кокаїну, за що отримав до трьох років умовно. Стосунки з Леннард закінчилися незабаром після цього. У пари народився Фенікс. 2013 року Леннард звернулася до суді з проханням про одноосібну опіку над їхнім сином, стверджуючи, що Бінзер курив крек у нього на очах й одного разу залишив люльку з креком у своїй кімнаті.
2022 року зустрічався з подругою дитинства й акторкою ситкому «Панкі Брюстер» Солей Мун Фрай, у той період його заарештували за керування у стані алкогольного сп'яніння в Лос-Анджелесі.

### Алкогольна та наркотична залежність і реаліті-шоу
«Celebrity Rehab 1»
Після боротьби зі зловживанням психоактивними речовинами став одним із дев'яти знаменитостей, які знялися в першому сезоні телевізійного шоу VH1 «Celebrity Rehab». Після прибуття в реабілітаційний центр Пасадени Бінзер був тверезий, але приніс з собою кілька пляшок Red Stripe, які швидко конфіскували. Бінзер сказав лікарю Дрю Пінскі, що прагне позбутися залежності, і визнав, що утриматися від вживання кокаїну буде найважче.
«Celebrity Rehab 2»
Закінчив лікування разом з іншими учасниками влітку 2007 року. Тверезого трибу вдалось йому дотримуватись недовго і згодом він з'явився у другому сезоні «Celebrity Rehab 2». Лікар Дрю та спонсор Бінзера забрали його з готельного номеру і доставили до реабілітаційного центру Пасадени, де вони разом із Бобом Форестом вмовили його негайно відновити лікування. Бінзер погодився. Під наглядом свого спонсора Бінзер вживав наркотики, тієї ж ночі повернувся до реабілітаційного закладу в стані сильного сп'яніння, спричиненого креком, і викурив решту наркотику на даху. Зрештою він продовжив лікування.
«Sober House 1»
Бінзер також з'явився у наступному шоу «Sober House 1». Однак 25 липня 2008 року, під час знімання його образили, і він залишив знімальний майданчик і вдався до важкого рецидиву. Він ставився до рецидиву як до гри та надіслав кільком учасникам проєкту закодовані відео на своєму MySpace про своє поточне місцеперебування. Його знайшли в мотелі та повернули до реабілітаційного закладу. Він пообіцяв, що вживав алкоголь в останнє. В останньому епізоді шоу Бінзера показали на попередніх етапах підписання контракту з продюсером на нову пісню, і він вирішив залишатися тверезим.
«Sober House 2»
В епізоді від 30 серпня 2009 року лікар Дрю виголосив емоційну промову своєму хорошому другові та колишньому музичному партнеру Бінзера Адаму Голдштейну, який помер за два дні від випадкового передозування наркотиками, від чого утримувався 11 років. Бінзер поділився з лікарем, що не зміг позбутися залежності, але хоче. Дрю неохоче дозволив йому взяти участь у шоу і твердо заявив, що це буде останній раз, коли Дрю лікує його. Доктор Дрю висловив надію, що смерть Гольдштейна надихне Бінзера залишатися тверезим.

### Проблеми зі здоров'ям і смерть
29 березня 2012 року Бінзера ушпиталили після втрати свідомості. Він вийшов з коми і пізніше його виписали з лікарні.
24 червня 2024 року його знайшли мертвим у власному будинку. За словами менеджера причиною стало випадкове передозування унаслідок комбінація ліків, що відпускаються за рецептом, і наркотиків.

## Дискографія

### Альбоми
| Рік      | Деталі альбому                                                                                  |
| -------- | ----------------------------------------------------------------------------------------------- |
| 2004 рік | Happy Love Sick - Реліз у Великій Британії: 13 липня - Реліз у США: 6 вересня - Лейбл: Maverick |

### Сингли
| Рік  | Title                                                   | Найвищі позиції у чартах | Найвищі позиції у чартах | Найвищі позиції у чартах | Найвищі позиції у чартах | Найвищі позиції у чартах | Найвищі позиції у чартах | Найвищі позиції у чартах | Найвищі позиції у чартах | Найвищі позиції у чартах | Найвищі позиції у чартах | Найвищі позиції у чартах | Альбом          |
| Рік  | Title                                                   | ITA                      | UK                       | SWE                      | SWI                      | FRA                      | AUS                      | NLD                      | GER                      | NZ                       | US                       | Top 40                   | Альбом          |
| ---- | ------------------------------------------------------- | ------------------------ | ------------------------ | ------------------------ | ------------------------ | ------------------------ | ------------------------ | ------------------------ | ------------------------ | ------------------------ | ------------------------ | ------------------------ | --------------- |
| 2002 | «Starry Eyed Surprise» (Пол Окенфолд з Шифті Шеллшоком) | —                        | 6                        | —                        | —                        | —                        | 37                       | 41                       | —                        | 19                       | 41                       | 13                       | Happy Love Sick |
| 2004 | «Slide Along Side»                                      | 11                       | 29                       | 36                       | 42                       | 45                       | 48                       | 24                       | 63                       | —                        | —                        | 38                       | Happy Love Sick |
| 2004 | «Turning Me On»                                         | —                        | —                        | —                        | —                        | —                        | —                        | —                        | —                        | —                        | —                        | —                        | Happy Love Sick |

У складі «Shifty & The Big Shots»
- 2010: «Save Me»
- 2010: «City of Angels»
- 2010: «Never Give Up»

Інші
- 2006: «Greatest Lovers» (Shellshock & Pony Boy)

## Фільмографія
Бінзер зіграв другорядну роль у фільмі «Кліффорд» 1994 року та головну роль у короткометражному фільмі «Віллоубі» 2004 року. 2005 року брав участь в серіалі Shark Hunters: Ultimate Tournament Series. Також з'явився у фільмі 2016 року «Мертві 7».